# No Son of Mine (Genesis)
No Son of Mine è un singolo del gruppo musicale britannico Genesis, pubblicato il 21 ottobre 1991 come primo estratto dal quattordicesimo album in studio We Can't Dance.

## Descrizione
Il testo struggente della canzone, scritto dal cantante del gruppo Phil Collins, racconta di un padre che malmena spesso il figlio, il quale prende la decisione di andarsene di casa. La canzone inizia con un caratteristico sottofondo di metronomo che vengono seguiti da colpi secchi di batteria e di basso.

## Video musicale
Il videoclip color seppia è stato girato prevalentemente all'interno di una casa ed è stato dedicato alle vittime di abusi.

## Formazione
Phil Collins: Drums/percussion/Drum machine/lead vocals/backing vocals
Tony Banks: Keyboards/synthesisers/backing vocals
Mike Rutherford: Rhythm & lead guitars/Guitar solo at the end/Bass guitar/Backing vocals
Nick Davies: Production/mixing/vocal engineering/gated reverb

## Classifiche
| Classifica (1991)                | Posizione massima |
| -------------------------------- | ----------------- |
| Australia                        | 29                |
| Austria                          | 7                 |
| Belgio (Fiandre)                 | 12                |
| Canada                           | 1                 |
| Danimarca                        | 4                 |
| Europa                           | 4                 |
| Finlandia                        | 20                |
| Francia                          | 13                |
| Germania                         | 3                 |
| Irlanda                          | 5                 |
| Italia                           | 2                 |
| Norvegia                         | 4                 |
| Nuova Zelanda                    | 36                |
| Paesi Bassi                      | 7                 |
| Portogallo                       | 2                 |
| Regno Unito                      | 6                 |
| Stati Uniti                      | 12                |
| Stati Uniti (adult contemporary) | 8                 |
| Stati Uniti (mainstream rock)    | 3                 |
| Svezia                           | 13                |
| Svizzera                         | 8                 |